# Аудиторный корпус МГУ
Аудиторный корпус МГУ — одно из зданий МГУ, расположенных на Моховой улице в центре Москвы. Часть исторического архитектурного ансамбля Московского университета — объект культурного наследия народов России федерального значения, охраняется государством.

## История
Здание было построено в 1790-х годах как главный дом усадьбы Д. И. и А. И. Пашковых. Предположительно, в него вошёл дом адмирала Ф. М. Апраксина, строившийся в 1712—1714 годах по проекту одного из итальянских архитекторов, работавших тогда в Москве — использование «палат Апраксина особенно заметно в северо-западной части здания»; в 1737—1791 годах в нём размещалась «Главная аптека».
В 1833 году здание было приобретено для Императорского Московского университета и к 1835 году перестроено архитектором Е. Д. Тюриным; «крупный несколько тяжеловесный объём главного здания получил характерный облик позднего ампира».
Дворец Пашкова в результате перестройки лишился боковых портиков, был разобран бельведер с куполом, утвердилась характерная для ампира лаконичная гладкость стен, а от первоначального облика был сохранён стройный портик с фронтоном. Крытым переходом дворец был соединён с боковым флигелем усадьбы, в котором Тюриным была построена новая университетская церковь Святой Татианы. Со стороны Моховой улицы сооружена чугунная ограда парадного двора с аллегорическими изображениями. Изначально в здании планировалось обустроить дом студента (общежитие), однако из-за недостатка аудиторий в нём разместили большинство учебных аудиторий Московского университета.
В 1901—1905 годах аудиторный корпус был значительно перестроен архитектором К. М. Быковским, который значительно изменил его фасад (сократил число окон почти вдвое, увенчал здание стеклянным куполом), расширил площадь здания, пристроив к заднему фасаду помещение для большой аудитории и надстроил переход к зданию, где располагалась университетская церковь. Центральную часть здания заняла парадная лестница в три яруса балюстрад, освещаемых через стеклянный купол, создающих ощущение декоративного «дворика» внутри здания. По мнению москвоведа С. К. Романюка, в процессе реконструкции «старинное здание претерпело непоправимый ущерб».
В 1876 году перед зданием поставлен бронзовый бюст М. В. Ломоносова (скульптор С. И. Иванов). С левой стороны от аудиторного корпуса К. М. Быковским было сооружено большое здание для университетской библиотеки, старейшей и одной из самых крупных в столице.
В годы Великой Отечественной войны (1941—1945) аудиторный корпус потерпел большой урон от бомбардировок. Тогда же был повреждён бюст Михаила Ломоносова. Перед зданием сначала был установлен новый памятник работы скульптора С. Д. Меркурьева, изображавший молодого Ломоносова, стоящего во весь рост с листками рукописи и опирающегося на глобус, а в 1957 году его заменил существующий поныне памятник работы скульптора И. И. Козловского, ставший третьим памятником основателю университета на этом месте; возле него проходят встречи учащихся, преподавателей и закончивших университет. При восстановлении фасада здание вновь получило черты (фронтон, ионический ордер колонн, оформление окон), сближающие его с первоначальным проектом Тюрина.
В настоящее время в Аудиторном корпусе располагается факультет журналистики МГУ.

## Архитектура
Критики считали, что в процессе реконструкции в начале XX века архитектура здания изменилась в худшую сторону.

## Академическая аудитория
Самая большая университетская аудитория была построена в начале XX века в пристроенном правом корпусе. Изначально называлась Богословской, в советское время Коммунистической, а в наше время названа Академической.